# Martin Clark
Martin Clark (Worthing, 30 settembre 1938 – Edimburgo, 5 agosto 2017) è stato uno scrittore e storico britannico, studioso noto per i suoi studi sulla storia dell'Italia contemporanea.

## Biografia
Martin Nile Clark è nato il 30 settembre 1938 a Worthing, nel West Sussex. Durante la guerra la famiglia si trasferì a Llandudno, dove frequentò l'Ysgol John Bright e imparò a parlare il gallese. 
Durante il periodo in cui studiava storia a Peterhouse, Cambridge, incoraggiato da Denis Mack Smith, si interessò all'Italia moderna. Entrato a far parte del British Council, ha viaggiato in Europa, per poi tornare al Birkbeck College dove, sotto la supervisione di Eric Hobsbawm, ha studiato l'organizzazione degli operai a Torino dopo la prima guerra mondiale. È stato docente di storia politica all'università di Edimburgo.

## Opere
- Il cimitero del Batavia. Una storia di naufragio, follia e morte nei mari del Sud (Batavia's Graveyard: The True Story of the Mad Heretic Who Led History's Bloodiest Mutiny). Weidenfeld & Nicolson, 2002. ISBN 0-575-07024-2
- C'era una volta la mafia. La storia mai raccontata della mafia americana (The First Family: Terror, Extortion and the Birth of the American Mafia). Simon & Schuster, 2009. ISBN 978-1-84737-173-7
- C. Salmaggi (a cura di), Il Risorgimento italiano. Una storia ancora controversa, prima edizione 1998 ora BUR, Milano 2001 ISBN 8817866733 ISBN 9788817866736
- Antonio Gramsci and the Revolution that Failed, New Haven and London: Yale University Press, 1977 ISBN 0300020775 ISBN 9780300020779
- Mussolini, (Profiles in Power), Pearson/Longman, 2005 ISBN 058206595X, ISBN 9780582065956